# 627
El 627 (DCXXVII) fou un any comú començat en dijous del calendari julià.

## Esdeveniments
- Heracli reprèn l'ofensiva en la guerra romano-sassànida i arriba a Ctesifont.[1]
- Batalla de Nínive

## Naixements
- Cui Zhiwen

## Necrològiques
- Luo Yi